# Qiu Yufang
Qiu Yufang(裘毓芳), född 1871, död 1904, var en kinesisk journalist och feminist. Hon räknas som den första journalisten av sitt kön i Kina. 
Hon var medlem av en akademikerfamilj i Wuxi i Jiangsu. 1898 bildade hon tillsammans med en grupp lokala intellektuella en litteraturklubb och startade tidningen Wuxi baihua bao med sin farbror, där hon blev dess ledande redaktör och kolumnist. Samma år blev hon också medarbetare i Kinas första kvinnotidning, Nüxue bao, som började ges ut i Shanghai 1898 och som förespråkade utbildning för kvinnor. Hon blev en förespråkare för att reformera Kina i västlig riktning vad gällde bildning, affärsliv och litteratur. 